# Юха Руокола
Юха Руокола (фін. Juha Ruokola) — фінський боксер, призер чемпіонату Європи серед аматорів.

## Аматорська кар'єра
На чемпіонаті світу 1999 в категорії до 71 кг Юха Руокола переміг у першому бою Ентоні Геншоу (США) — 5-4, а у другому програв Ділшоду Ярбекову (Узбекистан) — 3-6.
На чемпіонаті Європи 2000 в категорії до 75 кг отримав бронзову медаль.
- В 1/8 фіналу без бою пройшов Фірата Караголлу (Туреччина)
- У чвертьфіналі переміг Адальята Агаєва (Азербайджан) — 7-2
- У півфіналі програв Степану Божичу (Хорватія) — 5-10

На чемпіонаті світу 2001 програв у другому бою.
На чемпіонаті Європи 2002 в категорії до 81 кг переміг у першому бою Рудольфа Край (Чехія) — 17-12, а у другому програв Магомеду Аріпгаджиєву (Білорусь) — 10-21.
На чемпіонаті світу 2001 в категорії до 75 кг програв у другому бою.
На кваліфікаційному до Олімпійських ігор 2004 чемпіонаті Європи 2004 
в категорії до 81 кг переміг у першому бою Алі Ісмаїлова (Азербайджан) — 26-22, а в другому програв Магомеду Аріпгаджиєву (Білорусь) — 14-35.